# 康利 (喬治亞州)
康利（英語：Conley）是位於美國喬治亞州克萊頓縣的一個人口普查指定地區。

## 地理
康利的座標為33°38′25″N 84°20′32″W / 33.64028°N 84.34222°W，而該地最高點為海拔高度260米（即853英尺）。

## 人口
根據2010年美國人口普查的數據，康利的面積為5.03平方千米，當中陸地面積為4.98平方千米，而水域面積為0.05平方千米。當地共有人口6228人，而人口密度為每平方千米1,238人。